# Amazona agilis
Papagaio-de-bico-preto ou papagaio-de-bico-escuro (Amazona agilis) é uma ave da família Psittacidae.

## Distribuição geográfica
É um papagaio endêmico da Jamaica, apresentando a plumagem basicamente verde, com pequenas manchas vermelhas nas asas e sob a cauda.
Vive em florestas montanhosas úmidas, onde se alimenta de frutas e sementes. Está se tornando raro devido à desfragmentação de seu habitat natural por furacões e pela ação humana, à caça ilegal e utilização da espécie como animal de estimação.